# 나가미네 가오리
나가미네 가오리(일본어: 長峯 かおり, 1968년 6월 3일 ~ )는 일본의 은퇴한 여자 축구 선수이다.

## 국가대표팀 경력
그녀는 1984년 10월 22일 오스트레일리아과의 경기에서 일본 국가대표팀에 데뷔했다. 1986년과 1991년과 1995년 AFC 여자 축구 선수권 대회 준우승, 1990년과 1994년 아시안 게임 은메달 획득에 기여했으며 1991년과 1995년 FIFA 여자 월드컵에도 출전했다. 그녀는 1996년까지 국제 A매치 64경기에 출전해서 48득점을 넣었다.

## 통계
| 일본 | 일본 | 일본 |
| 연도 | 출전 | 득점 |
| ---- | ---- | ---- |
| 1984 | 1    | 0    |
| 1985 | 0    | 0    |
| 1986 | 13   | 12   |
| 1987 | 4    | 1    |
| 1988 | 3    | 1    |
| 1989 | 10   | 13   |
| 1990 | 6    | 7    |
| 1991 | 12   | 5    |
| 1992 | 0    | 0    |
| 1993 | 4    | 5    |
| 1994 | 5    | 2    |
| 1995 | 5    | 2    |
| 1996 | 1    | 0    |
| 통산 | 64   | 48   |